# Ніколя де Ларжильєр
Ніколя де Ларжильєр (фр. Nicolas de Largillière хрестини 20 жовтня, 1656, Париж — 20 березня, 1746, Париж) — французький художник зламу XVII—XVIII ст.

## Ранні роки
Походить з родини негоціанта (батько торгував капелюхами). Народився в Парижі, але у ранньому віці був вивезений батьками у Фландрію у місто Антверпен. Потім два роки мешкав з батьками у Лондоні. Батько побажав, аби син продовжив його бізнес.

## Фламандські корені творчості Ларжильєра
Молодий Ніколя виявив художні здібності і 1666 року, коли повернувся у Антверпен, розпочав художнє навчання у майстерні фламандця Антноні Губо. 1672 року у віці 17 років був прийнятий у гільдію Св. Луки. Через рік відбув у Лондон, де познайомився із художником Пітером Лелі (1618—1680), нідерландцем, що працював у Англії. Працював у майстерні Пітера Лелі (разом із художником Антоніо Верріо) у 1675—1679 рр. Майстерні довірили реставрацію картин королівського зібрання у Віндзорському замку.
В той же період молодий художник почав створювати картини історичного жанру як найпрестижніші, а також портрети і натюрморти під впливом картин Антоніса ван Дейка, частково Пітера Пауля Рубена та самого Пітера Лелі.
На здібного художника звернув увагу король Англії Карл II. Але католик за віросповіданням в протестантському оточенні, Ніколя де Ларжильєр не міг отримати ні високу посаду, ні бути у безпеці.

## У Парижі

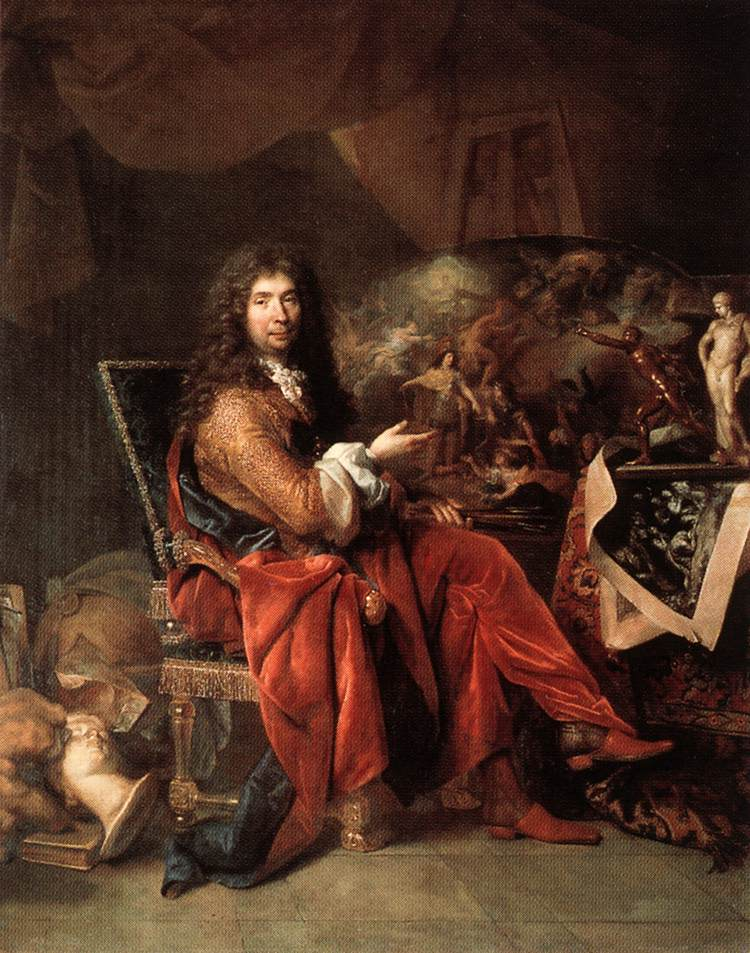
«Шарль Лебрен»

1682 року він прибув у Париж. В столиці Франції, де тоді був своєрідний портретний бум, розкрилось його дарування портретиста. Аби продемонструвати власну майстерність, він пише парадний і пишний портрет Шарля Лебрена, вливової особи в художньому колі столиці. Лебрена подано у власній майстерні перед картиною престижного історичного жанру. Незважаючи на захаращеність композиції деталями, вона добре урівноважена і компліментарна, що сподобалось Лебрену. Адем ван дер Мейлен та Шарль Лебрен стають покровителями художнка і той отримує членство у королівській художній академії з 1686 року.
Король Британії Яків II, що посів престол у 1685 році, викликав художника-католика у Лондон. Ніколя де Ларжильєр відхилив пропозицію бути зберігачем королівського зібрання, пам'ятаючи загрозу власному життю після католицького заколоту дворічної давнини. Але встиг створити портрет короля і королеви, а також спадкоємця престолу. Художник знову повернувся у Париж.

## Уславлений портретист

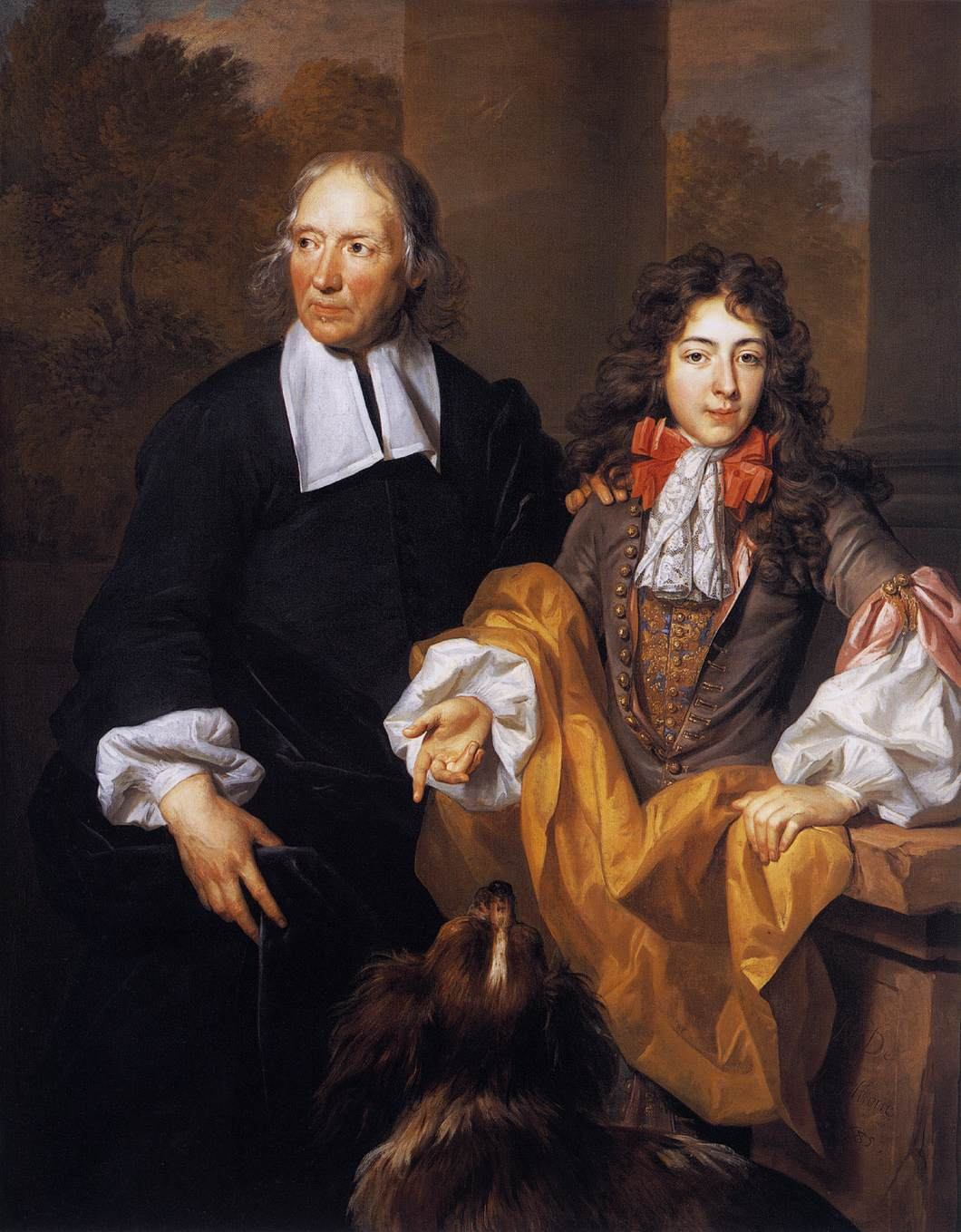
" Педагог і вихованець-аристократ ", 1685 р., Національна галерея мистецтва, Вашингтон, США

Сімнадцяте століття було ще й століттям значного розквіту портретного мистецтва. Портрет як жанр мав помітні відмінності в національних школах, виникло декілька його творчих напрямків. На школу французького портрета мав помітний вплив досвід художників Фландрії — Пітера Пауля Рубенса, Антоніса ван Дейка. Фламандське мистецтво мало відвертий аристократичний характер при збереженні рис реалізму. Портретний жанр Голландії, навпаки, мав демократичний характер, а в реалізмі доходив до повної неприкрашеності і навіть до натуралізму.
На портретний жанр Франції вплинуло аристократичне мистецтво саме Фландрії, але з нього узяли перебільшено декоративну і репрезентативну складову. В Парижі в другій половині XVII ст. працювала низка художників-портретистів. Помітно виділялись майстерністю Гіацинт Ріго та Ніколя де Ларжильєр, представники короткого і пишного бароко Франції. Але пройшло помітне розмежування: замовниками Гіацинта Ріго часто були впливові вельможі і аристократи, Ніколя де Ларжильєр мав власне коло замовників, але серед них переважали багаті і ще невпливові французькі буржуа. Тому низка портретів роботи Ніколя де Ларжильєра не має імен (вони втрачені, бо нікого не цікавили представники третього стану).
Зростала з роками і його майстерність. В парадних портретах роботи Ларжильєра ведені натюрморти, пейзажі, що додавало їм виразності. Декоративна складова таланту Ларжильєра особливо відбилась при створенні жіночих портретів, що пізніше вплинуло на розвиток французького портрета XVIII ст. Більше того, Ларжильєра вважають майстром, що створив канон пишного і парадного жіночого портрета Франції.

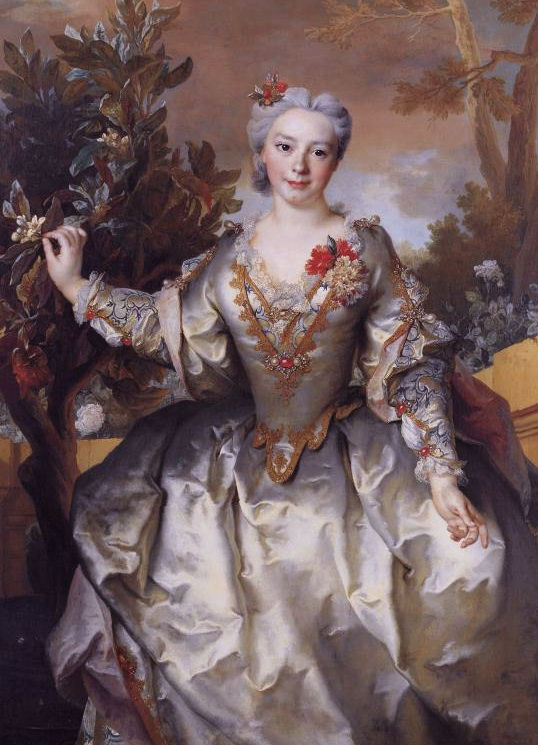
«Віконтеса де Монткаль»
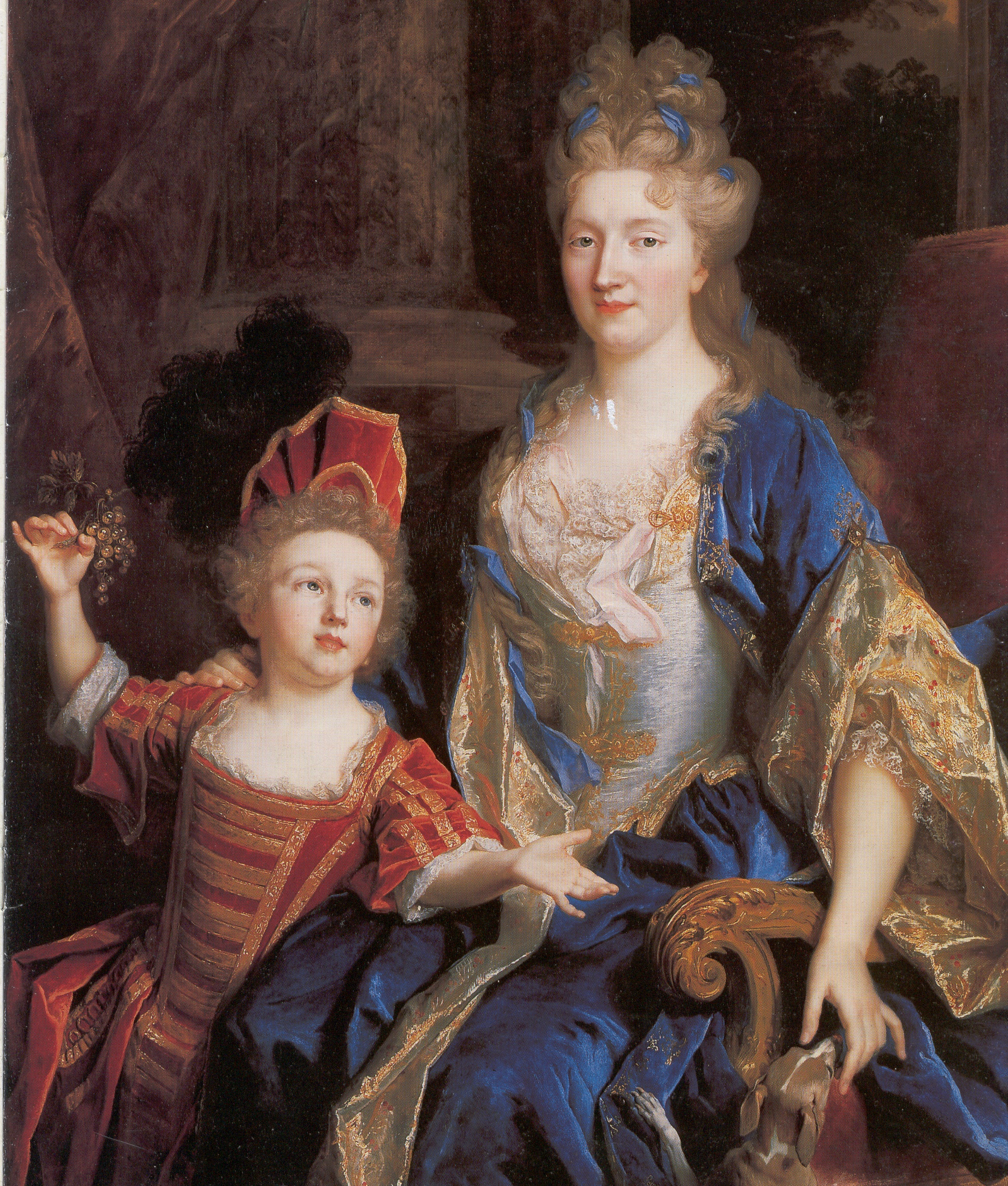
«Катаріна Кустард з донькою Леонорою», 1699 р.
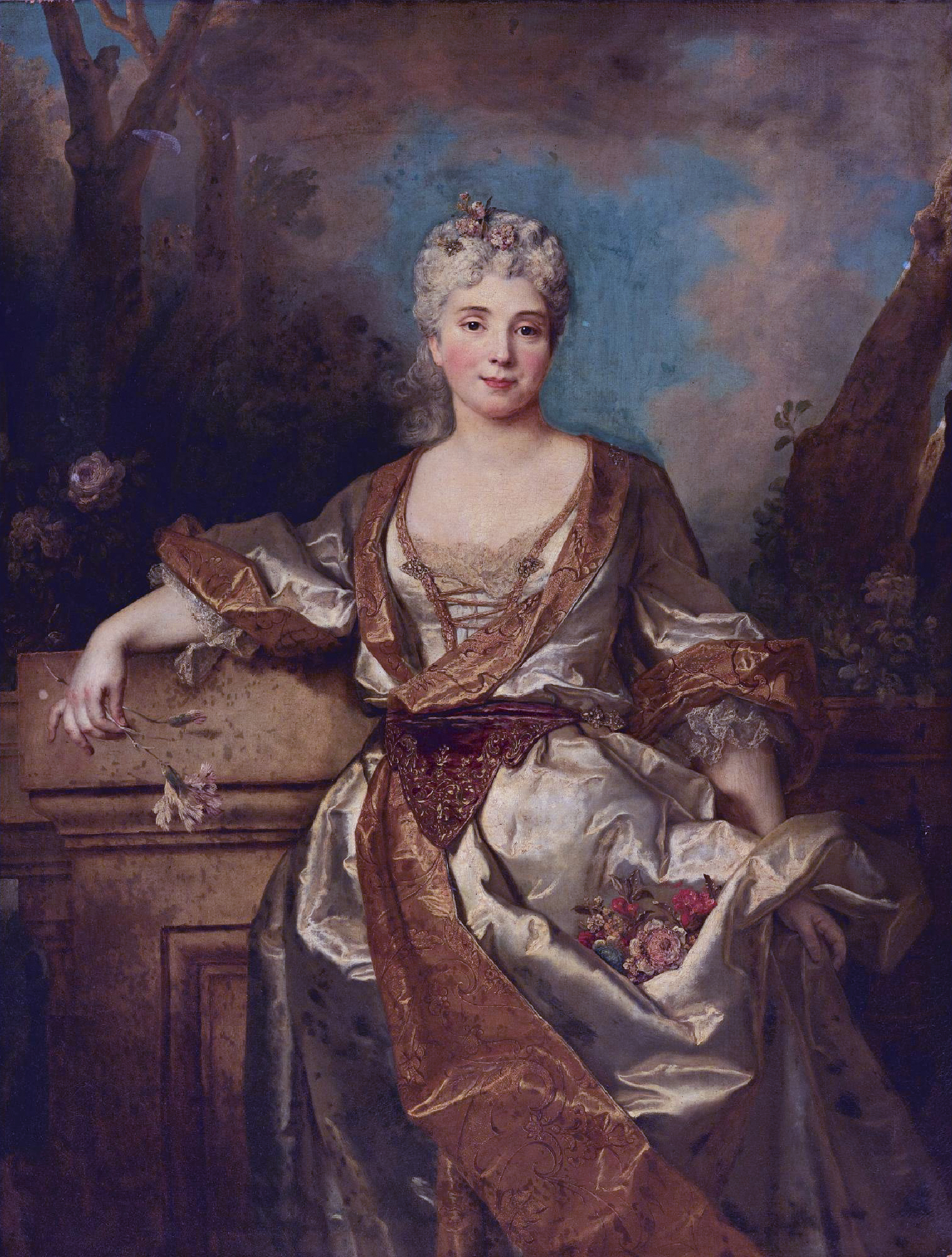
«Жанна-Генріетта де Фонсі, маркіза Пьюзегу», початок XVIII ст.
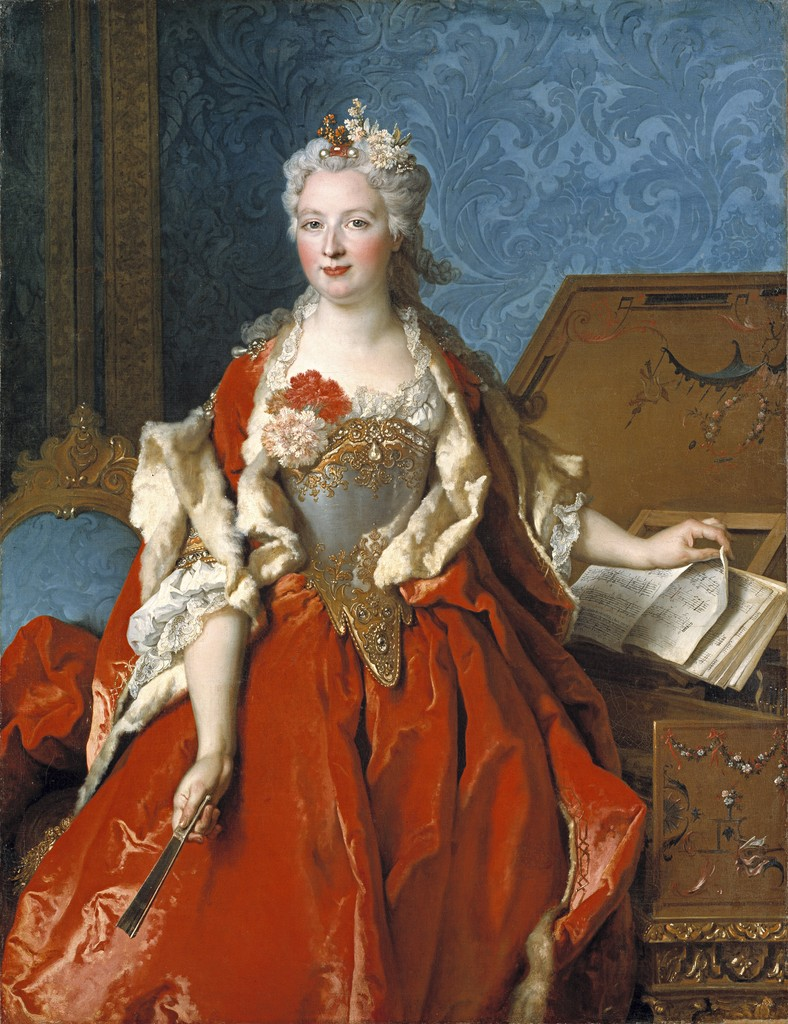
«Маргеріта де Севе»

## Родина
1699 року Ніколя де Ларжильєр узяв шлюб із пані Маргарет Елізабет Форес. В родині було дві доньки і один син.

## Смерть
Помер 20 березня 1746 року в Парижі.

## Вибрані твори
- «В'їзд Христа у Єрусалим»

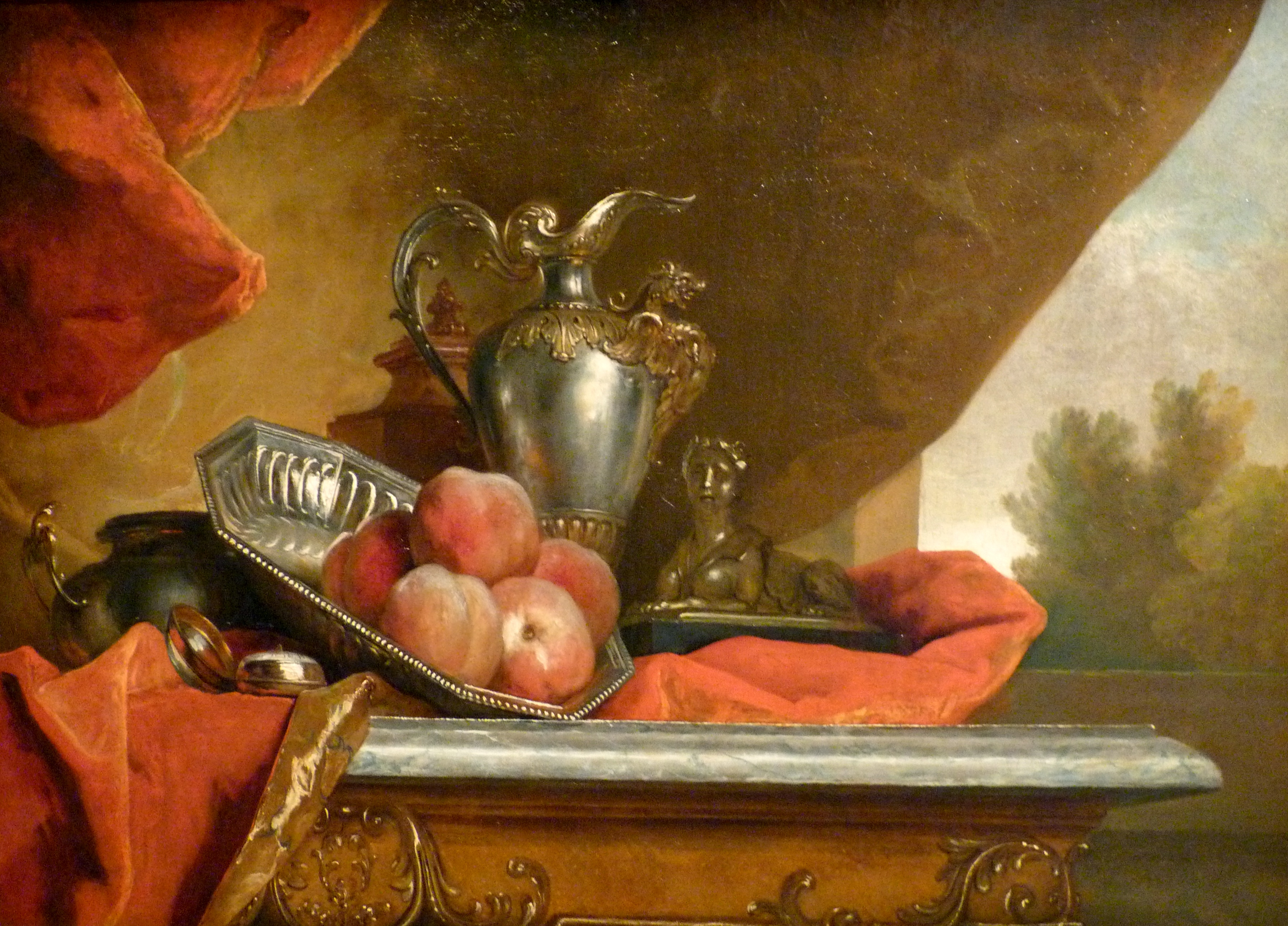
«Декоративний натюрморт» роботи Ларжильєра, бл. 1725 р.

- «Художник Адам Франс ван дер Мейлен», 1680, Музей красних мистецтв Сан-Франциско
- «Художник Шарль Лебрен», до 1686 р., Лувр, Париж
- «П'єр Вінсент Бертен», 1689, Ермітаж, Санкт-Петербург
- «Портрет невідомого в пурпурній робі»
- «Принцеса Субіз», донька мадам де Вентадор, 1695 р., Музей образотворчих мистецтв, Руан
- «Портрет Бардо де Барді Маналотті», 1693, Національний музей (Варшава)
- «Донька Маргеріта де Ларжильєр», 1726, Палац витончених мистецтв (Лілль)
- «Художник П'єр Парросель»,
- «Портрет невідомого в червоному»
- «Едм Бурсо», драматург
- «Ерік Спарре», Національний музей Швеції
- «Король Луї XIV з родиною», 1710 р.
- «Скульптор Ніколя Кусту у власній майстерні», бл. 1713, Берлінська картинна галерея
- «Шарль Французький, князь де Беррі», до 1714 р., Версаль
- «Портрет невідомого вельможі», Харків, Україна
- «Елізабет Трокмортон в чернечому вбранні», Національна галерея мистецтва, Вашингтон
- «Принц Едвард Стюарт та принцеса Луїза Марія Тереза Стюарт», 1695 р., Національна портретна галерея
- «Портрет письменника Вольтера в молоді роки»

## Галерея вибраних творів

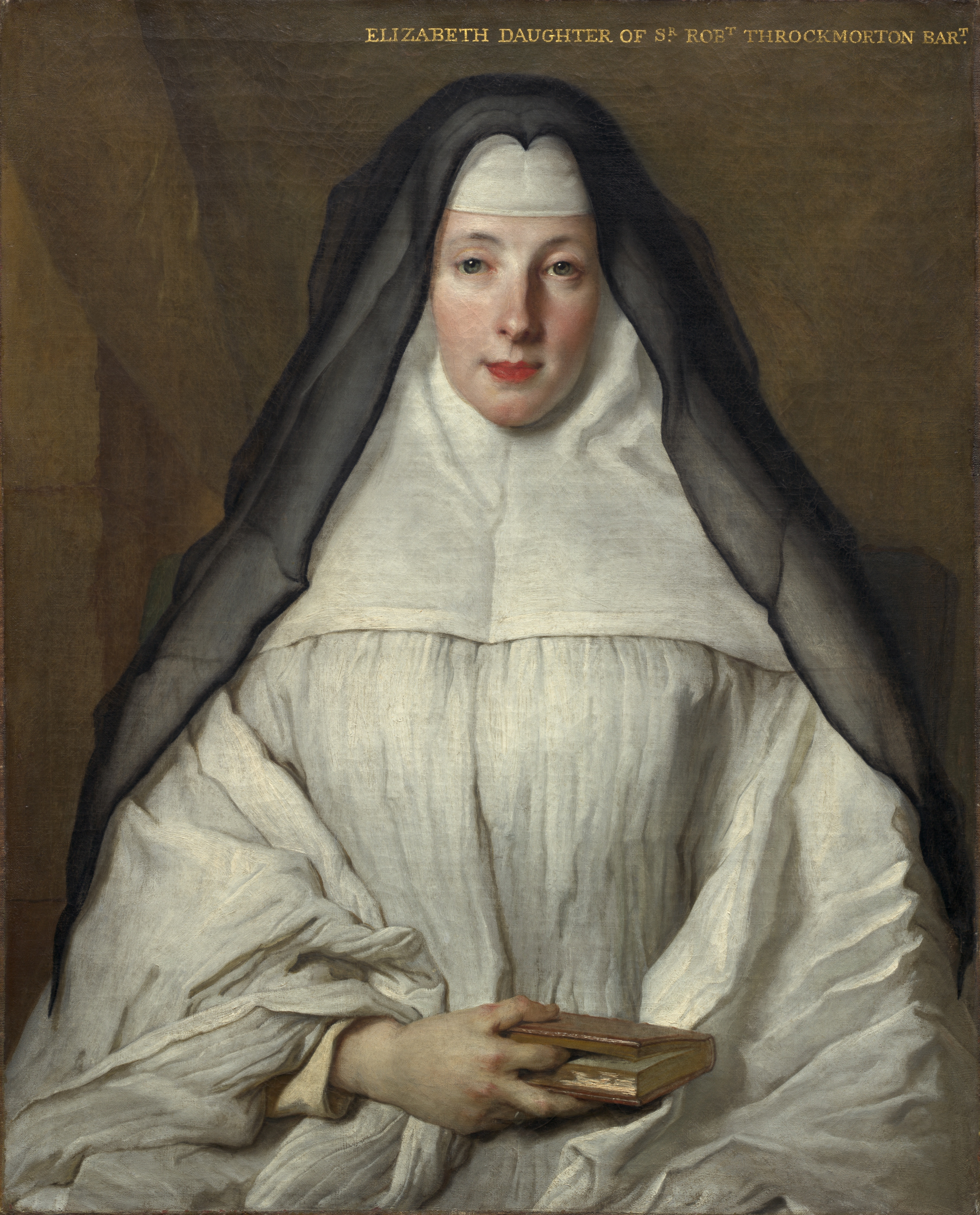
«Елізабет Трокмортон в чернечому вбранні», Національна галерея мистецтва, Вашингтон

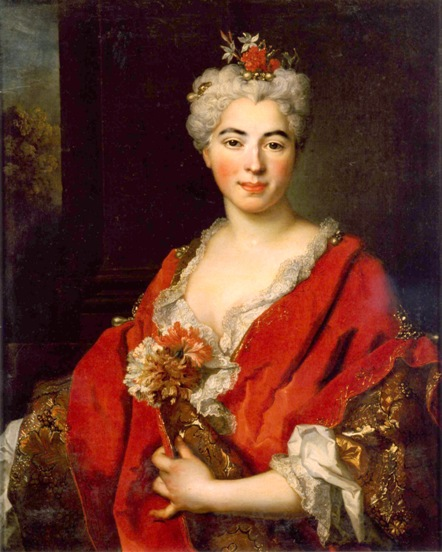
«Донька Маргеріта де Ларжильєр», 1726, Палац витончених мистецтв (Лілль)
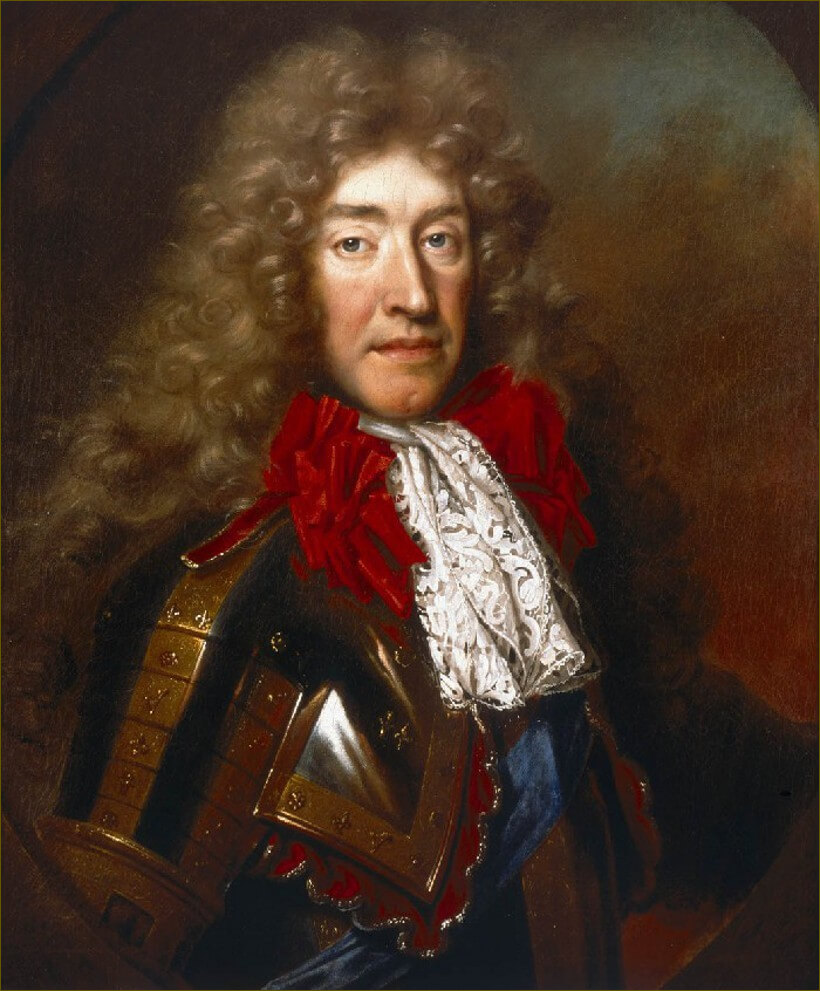
«Джеймс II», Національний морський музей, Лондон.
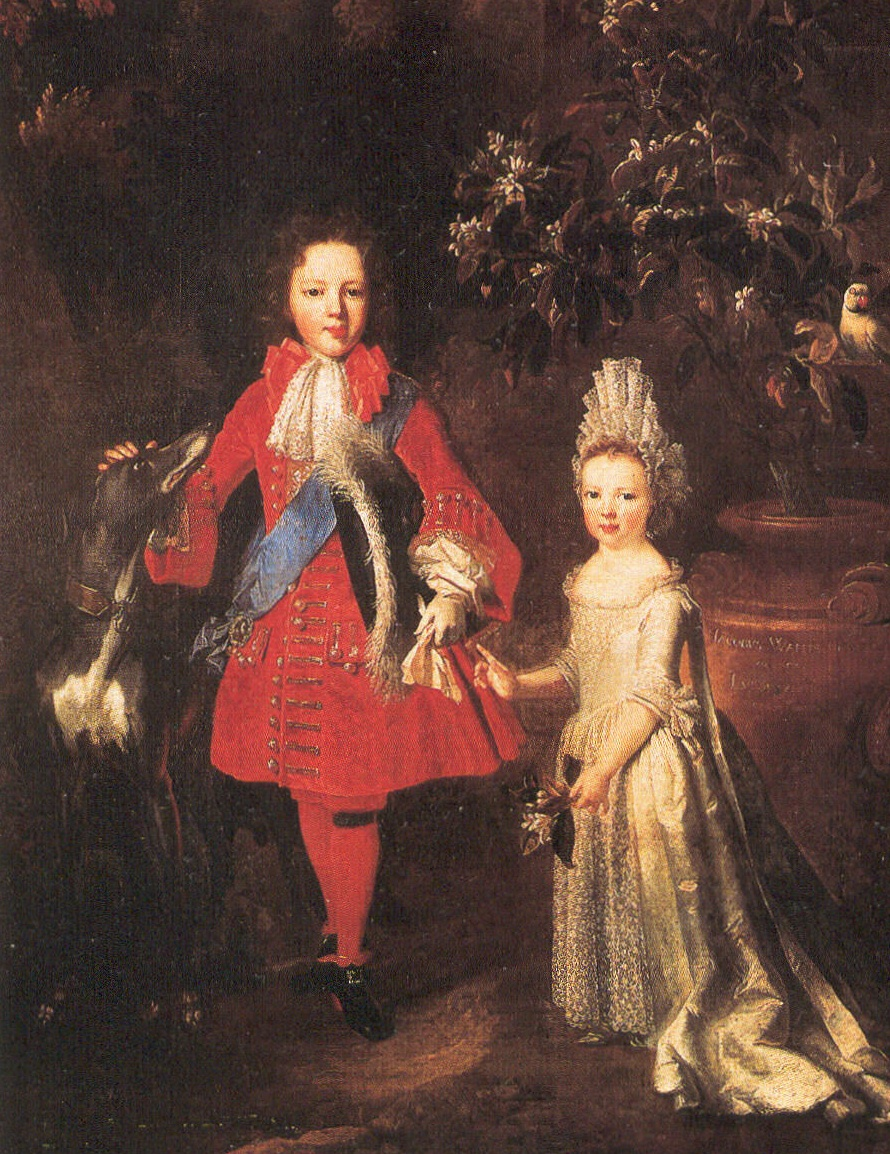
«Принц Едвард Стюарт та принцеса Луїза Марія Тереза Стюарт», 1695 р., Національна портретна галерея
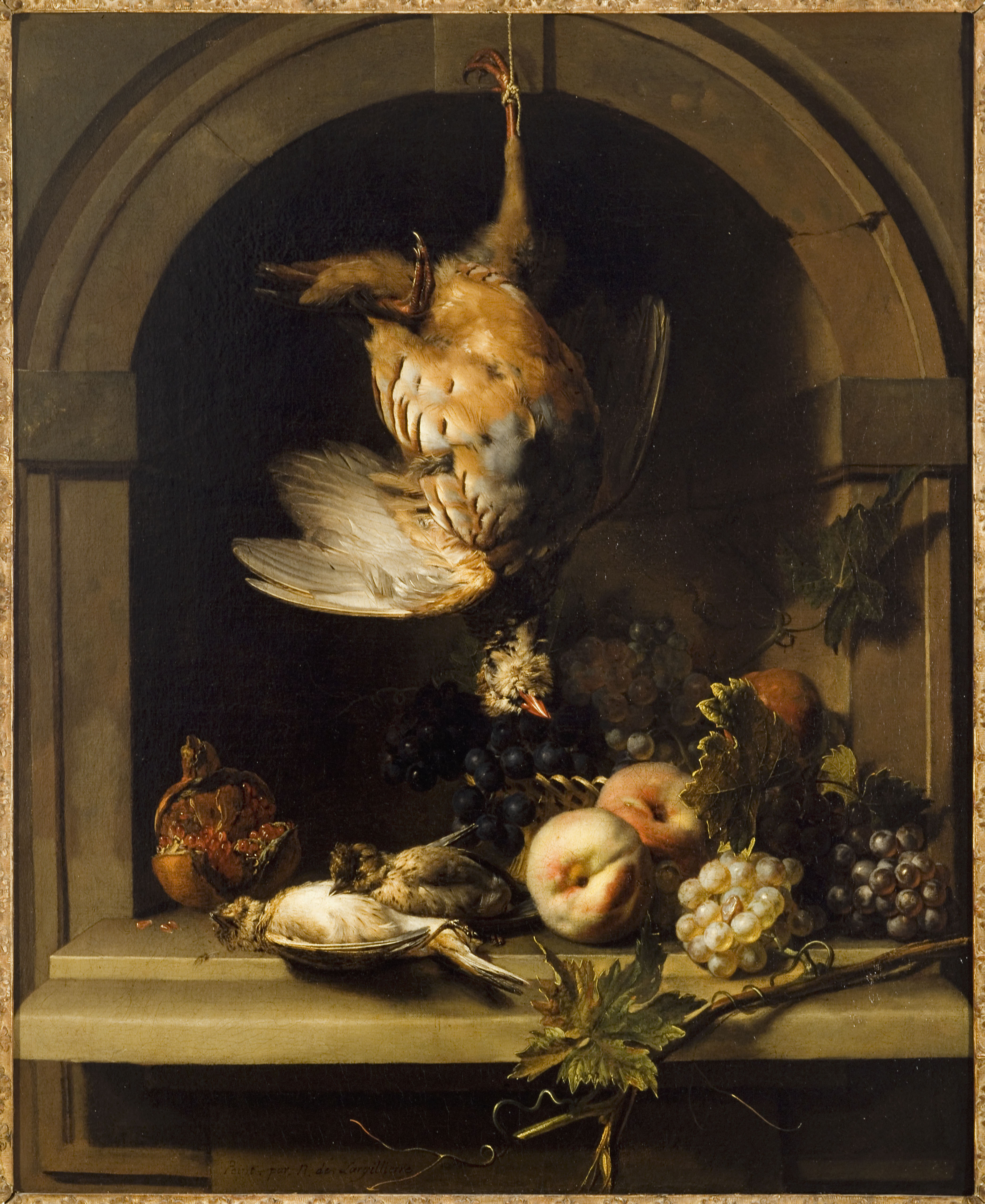
«Мисливські трофеї в ніші», до 1685 р., Малий палац, Париж